# フロスティア (小惑星)
フロスティア (854 Frostia) は小惑星帯に位置する小惑星である。ロシアの天文学者セルゲイ・イワノヴィチ・ベリャフスキーがシメイズ天文台で発見した。
アメリカ合衆国の天文学者エドウィン・フロストに因んで命名された。
Rauol Behrend らが2004年7月に行った光度曲線の観測により、主星とほとんど同じ大きさの衛星を持つ二重小惑星であることがわかった。S/2004 (854) 1という仮符号を付けられた衛星の直径は約 10 km で、フロスティアから 9.6〜25 km の軌道を主星の自転と同じ周期（1.5713 日）で公転している。